# 熱海町熱海
熱海町熱海（あたみまち あたみ）は、福島県郡山市の町丁である。郵便番号は963-1309。

## 地理
郡山市北西部の熱海地区に属する。北で熱海町高玉、南で熱海町安子島とそれぞれに挟まれるように隣接する。一級水系阿武隈川水系五百川の主に左岸の平野部を東西に細長く範囲とする。隣接する両大字より磐梯熱海温泉の温泉街や磐梯熱海駅周辺の市街地の範囲を分離新設した地域であり一～六丁目が設置されている。東側の磐梯熱海駅周辺の市街地のなかで、駅前の目抜き通りである市道熱海1号線から北が一丁目、南が二丁目、更に磐越西線の南側が三丁目である。西側の温泉街は東から四、五丁目に、一丁目の北側、福島県道24号中の沢熱海線（主に旧道部）に沿う山あいに六丁目が設置されている。熱海町熱海一丁目に所在する郡山北警察署熱海駐在所及び熱海町熱海二丁目に所在する郡山消防署熱海分署がそれぞれ管轄にあたる。

### 河川・湖沼
一級水系阿武隈川水系
- 五百川

## 世帯数と人口
2024年1月1日現在の世帯数と人口は以下の通りである。
| 大字       | 世帯数  | 人口   |
| ---------- | ------- | ------ |
| 熱海町熱海 | 577世帯 | 1109人 |

## 小・中学校の学区
市立小・中学校に通う場合、学区は以下の通りとなる。
| 番地 | 小学校             | 中学校             |
| ---- | ------------------ | ------------------ |
| 全域 | 郡山市立熱海小学校 | 郡山市立熱海中学校 |

## 交通

### 鉄道
- JR磐越西線
  - 磐梯熱海駅

### 道路
- 国道49号熱海バイパス
- 福島県道8号本宮熱海線
- 福島県道24号中の沢熱海線
- 福島県道200号磐梯熱海停車場線（一部旧国道49号）

## 施設
- 郡山市熱海行政センター
- 郡山市熱海多目的交流施設ほっとあたみ
  - 郡山市磐梯熱海観光物産館
- 郡山市熱海フットボールセンター
  - 熱海公民館
- 郡山北警察署 熱海駐在所
- 郡山消防署 熱海分署
- 熱海郵便局
- 郡山信用金庫 熱海支店
- 太田熱海病院
- 磐梯熱海温泉
  - かんぽの宿郡山
- 市営熱海六丁目団地
- 日本きもの美術館